# Eduard Metz
Eduard Franz Metz (* 28. November 1891 in München; † 9. Juni 1969 in Bad Tölz) war ein deutscher Offizier, zuletzt im Rang eines Generalleutnants bei der Wehrmacht.

## Leben
Nach dem Schulbesuch trat Metz nachdem er als Kadett gedient hatte, am 6. Juli 1912 als Fähnrich in die Bayerische Armee ein. 1913 war er im 1. Fußartillerie-Regiment. Zu Beginn des Ersten Weltkriegs wurde er zum 1. August 1914 zum Leutnant beim 1. Fußartillerie-Regiment befördert (Patent vom 30. Oktober 1912). Am 18. Juni 1917 wurde er Oberleutnant.
Nach dem Krieg wurde Metz in die 1920 offiziell aufgestellte neue Reichswehr aufgenommen. 1923, wie auch 1924, war er als Oberleutnant im 3. Artillerie-Regiment. 1928 war er als Hauptmann (Beförderung am 1. April 1925) Chef der 7. Batterie der III. Abteilung des 3. Artillerie-Regiments. Später war Metz bis 1933 Adjutant bei der Kommandantur der Festung Glatz. Im Juni 1934 führte er mit einem anderen Reichwehr-Major in der Kommandantur Schweidnitz ein Gespräch mit den SA-Führern Wilhelm von Grolman und Carl von Pückler-Burghauß wegen eines befürchteten Überfalls der SA auf die in Schlesien stationierten Kontingente der Armee. Am 1. August 1936 wurde er Oberstleutnant.
Ab August 1938 war er Ia des Gruppenkommandos 4. Während des Polenfeldzuges zu Beginn des Zweiten Weltkrieges war Metz als Oberst (Beförderung am 1. November 1938) vom 1. September bis 3. Oktober 1939 Ia der 10. Armee. Anschließend wurde er Chef des Generalstabes des XIV. Panzerkorps, was er bis 23. Juni 1941 blieb. Von Juni bis Mitte November 1941 war er als Verbindungsoffizier im Stab der 11. Armee. Im darauffolgenden Jahr war er vom 23. Januar bis 16. Juni 1942 zur Deutschen Heeresmission in Rumänien kommandiert und wurde am 1. August 1942 Generalmajor.
Vom 10. August 1942 bis 12. Februar 1943 war er Kommandeur der 5. Panzer-Division. In dieser Position erhielt er am 5. Januar 1943 das Ritterkreuz des Eisernen Kreuzes verliehen. Am 12. Februar 1943 wurde er verwundet und kam daher in die Führerreserve.
Im September 1943 wurde er Höherer Artilleriekommandeur (Harko) 302 und blieb dies bis Januar 1945. Am 1. Januar 1944 zum Generalleutnant befördert, war aber bereits ab November 1944 erkrankt, was er bis Kriegsende blieb. Im Mai 1945 kam er in amerikanische Kriegsgefangenschaft, aus welcher er am 17. Oktober 1947 entlassen wurde.
Nach dem Krieg wohnte er 1958 in Bad Tölz.

## Werke (Auswahl)
- Die Wasserversorgung der Hauptfestung Glatz. In: Die Grafschaft Glatz 27, 1932, S. 56.
- Ein Gang durch die Festung Glatz. In: Guda Obend 23, 1933, S. 62.
- Die Festung Glatz im Wandel der Zeiten. In: Schlesische Monatshefte 10, 1933, S. 233.